# سریا (بلائیت)
سریا (به لاتین: Seria) یک منطقهٔ مسکونی در برونئی است که در Seria واقع شده‌است.